# Olivet, South Dakota
Olivet är administrativ huvudort i Hutchinson County i South Dakota. Orten har fått sitt namn efter Olivet, Michigan. Enligt 2020 års folkräkning hade Olivet 64 invånare.